# Kehraus (Filmtrilogie)
Kehraus ist eine Dokumentarfilm-Trilogie von Gerd Kroske, die in einer Langzeitbeobachtung den Lebensläufen von Leipziger Straßenreinigern zwischen 1989 und 2006 folgt.

## Inhalt
Der erste Film Kehraus entstand im März 1990 in Schwarz-weiß und wurde vom DEFA-Studio für Dokumentarfilme, Gruppe Kinobox, produziert. Darin räumen Straßenkehrer der Leipziger Stadtreinigung weg, was keiner mehr braucht. Sie beseitigen unter anderem den Müll, der nach einer Helmut-Kohl-Wahlkampfveranstaltung kurz nach der Wende zurückbleibt. Die Zukunft scheint vielversprechend, aber noch niemand weiß, was sie wirklich bringen wird. Die drei Straßenkehrer Gabi, Henry und Stefan, die Gelegenheitsarbeiten bei der Stadtreinigung ausführen, haben Lebensläufe zwischen Kinderheim und Knast. Uraufführung des Films war am 4. November 1990, der deutsche Kinostart am 26. April 1991.
Der zweite Film Kehrein, Kehraus wurde im Oktober 1996 gedreht. Zu diesem Zeitpunkt arbeiten alle Drei schon nicht mehr als Straßenkehrer. Sie bewegen sich inzwischen nur noch zwischen Wohnung, Kneipe und Sozialamt hin und her. Die Uraufführung des zweiten Films war am 7. Mai 1997, die Erstsendung im Fernsehen am 5. Oktober 1997 in 3sat.
Im dritten Film Kehraus, wieder aus dem Jahr 2006 sind nach weiteren zehn Jahren Stefan und Marlen schon nicht mehr am Leben. Die anderen „leben so dahin“. Uraufführung des letzten Films war am 3. November 2006 in Leipzig, der Kinostart erfolgte am 8. Mai 2008.
Gerd Kroske selbst bezeichnet die Trilogie als „eine ‚unbeabsichtigte‘ – nie tatsächlich vorgehabte – Langzeitbeobachtung […], da ich mir mit jedem Film einen glücklichen Ausgang wünschte. Die Wirklichkeit hat in 16 Jahren diesen Stoff produziert.“ (Gerd Kroske: ) Die Kehraus-Trilogie erschien bei absolutmedien in der DVD-Box Zeitzustände erstmals komplett im Jahr 2013.

## Kritiken
„Das Dokument negativ veränderten Lebens, dessen drei Protagonisten sich mit Gelegenheitsjobs durchschlagen und Probleme mit dem Alkohol haben.“

„Ein intensiver, bitterer Film über soziale Kälte und Chancenlosigkeit, der sich mit drei Menschen auseinander setzt, deren (seelische) Not sich in ihre Gesichter eingeschrieben hat.“

## Auszeichnungen
- 1990: 33. Internationales Dokumentarfilmfestival Leipzig – Spezialpreis der internationalen Jury für Kehraus
- 1999: Internationales Dokumentarfilmfestival von Yamagata – Runner Up Prize für Kehrein, Kehraus

## DVD-Veröffentlichung
Gerd Kroske-Zeitzustände-Filme 1990–2012. ISBN 978-3-89848-397-1.